# 夏树元
夏树元，中华人民共和国政治人物、外交官。
1992年4月2日，中华人民共和国与阿塞拜疆共和国建立外交关系。1993年，担任首任中华人民共和国驻阿塞拜疆大使。1995年，由雷荫成接任。